# 21. říjen
21. říjen je 294. den roku podle gregoriánského kalendáře (295. v přestupném roce). Do konce roku zbývá 71 dní. Svátek má Brigita, v křesťanském kalendáři Hilarion. Svátek slaví též Uršula (resp. Voršila), kterou nové české kalendáře už neuvádí.

## Události

### Česko
- 1435 – Jan Rokycana byl českým sněmem zvolen za společného pražského arcibiskupa katolíků i kališníků.
- 1721 – Chebsko přijalo Pragmatickou sankci.
- 1999 – Premiéra česko-slovensko-polského koprodukčního filmu režiséra Mateje Mináče Všichni moji blízcí
- 2005 – Začátek řádného digitálního televizního vysílání, zpočátku jen pro Prahu a část Středočeského kraje.

### Svět

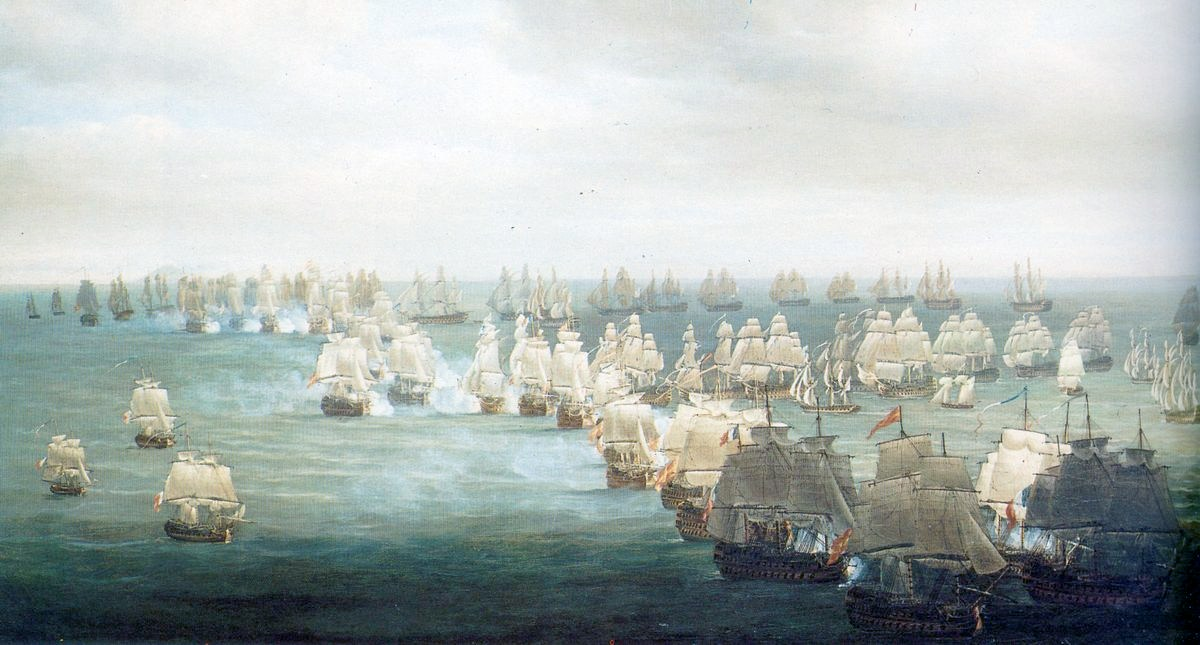
Bitva u Trafalgaru (21.10.1805)

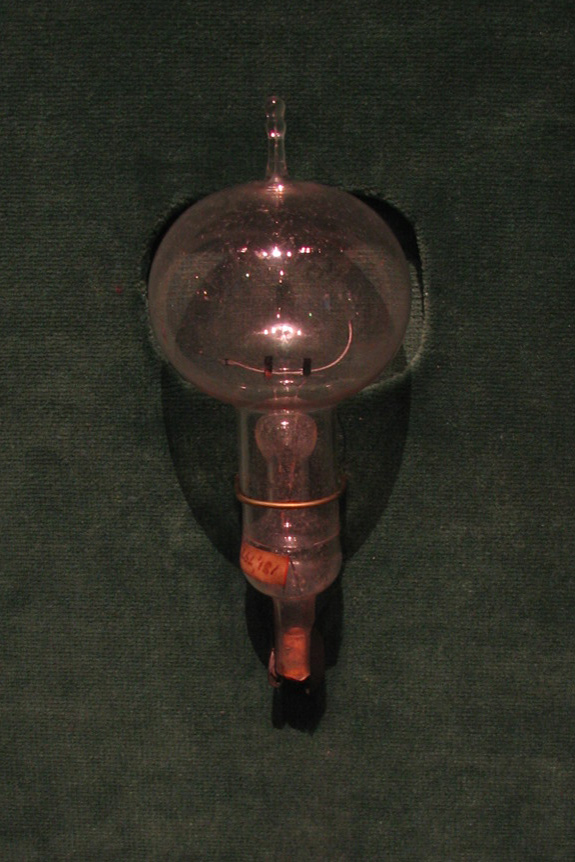
Edisonova žárovka z roku 1879

- 0063 př. n. l. – Římský filosof a republikánský politik Cicero přednesl slavnou řeč v senátě proti převratu vedenému Catilinou.
- 1520 – Magalhães objevil Magalhãesův průliv.
- 1600 – Iejasu Tokugawa porazil vůdce soupeřících japonských klanů v bitvě u Sekigahary, což je pokládáno za počátek šógunátu Tokugawa.
- 1805 – V bitvě u Trafalgaru zvítězilo Britské královské námořnictvo pod vedením Horatia Nelsona nad španělsko-francouzským válečným loďstvem.
- 1824 – Joseph Aspdin si dal patentovat portlandský cement.
- 1858 – Opereta  Jacquesa Offenbacha Orfeus v podsvětí (Orphée aux Enfers) měla premiéru v Paříži. Je považována za první klasickou celovečerní operetu.
- 1879 – Thomas Alva Edison vyzkoušel žárovku s uhlíkovým vláknem (svítila 40 hodin).
- 1916 – Ve Vídni byl spáchán atentát na předsedu vlády Předlitavska Karla hraběte von Stürgkha. Vrahem byl Fridrich Adler syn zakladatele rakouské sociální demokracie Victora Adlera.
- 1918 – Ve Vídni došlo k vyhlášení republiky Německé Rakousko, která se později prohlásila za součást Německa, a to na základě zákona o rakouské státní a vládní formě, který byl přijat rakouským parlamentem 22. listopadu 1918.
- 1944 – Druhá světová válka: Spojenci dobyli první velké německé město – Cáchy.
- 1986 – Marshallovy ostrovy vyhlásily nezávislost na USA.
- 2006 – V Kiełpinie u Gdaňska spáchala sebevraždu čtrnáctiletá Ania, studentka gdaňského gymnázia, která neunesla sexuální obtěžování a ponižování, kterého se na ní den před tím před celou třídou dopustilo pět spolužáků.
- 2011 – Ze základny Kourou ve Francouzské Guyaně odstartovala raketa Sojuz s prvními dvěma družicemi evropského navigačního systému Galileo.

## Narození

### Česko

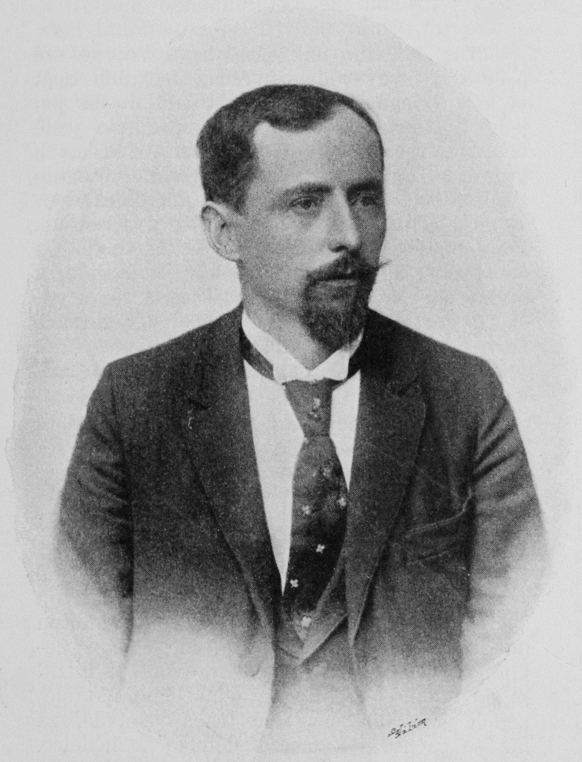
Václav Jansa (* 1859)

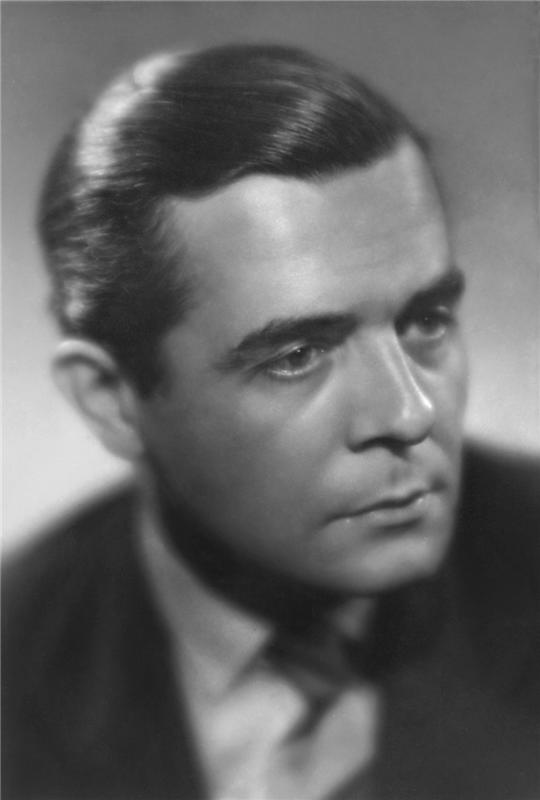
Václav Voska (* 1918)

- 1797 – Johann Kiemann starší, rakouský a český právník a politik († 18. dubna 1872)
- 1859 – Václav Jansa, malíř († 29. června 1913)
- 1867 – Václav Hradecký, malíř († 14. června 1940)
- 1868 – Hieronymus Schlossnikel, československý politik německé národnosti († 29. ledna 1942)
- 1876 – Rosa Vůjtěchová, zakladatelka Kongregace sester těšitelek Božského Srdce Ježíšova († 5. září 1945)

- 1892 – Jan Šoupal, skladatel, sbormistr, dirigent a pedagog († 25. listopadu 1964)
- 1893 – Albert Pek, folklorista, dirigent a hudební skladatel († 20. března 1972)
- 1898 – Bolek Prchal, herec († 19. září 1949)
- 1901 – Bohuslav Kratochvíl, politik a diplomat († 28. srpna 1972)
- 1902 – Bohumír Dvorský, akademický malíř († 11. ledna 1976)
- 1903 – Jaroslav Šulc, paleontolog († 20. května 1943)
- 1911 – Helena Bušová, herečka († 1986)
- 1916 – František Roman Dragoun, malíř († 2. července 2005)
- 1918 – Václav Voska, herec († 20. srpna 1982)
- 1920
  - Emil Juliš, básník a výtvarník († 25. prosince 2006)
  - Josef Lesák, politik a studentský vůdce v roce 1948 († 28. července 2009)
- 1921 – Jarmil Burghauser, skladatel, sbormistr a vědec († 20. února 1997)
- 1922 – Milič Jiráček, teoretik fotografování († 5. února 2007)
- 1925 – Josef Kuchinka, dirigent († 12. ledna 2015)
- 1930
  - Luboš Holý, moravský folklórní zpěvák, profesor veteriny († 23. ledna 2011)
  - Jiří Opelík, literární kritik († 3. srpna 2024)
  - Jiří Čihař, zoolog, spisovatel, fotograf a překladatel († 2009)
- 1933 – Zdena Salivarová, spisovatelka, manželka Josefa Škvoreckého
- 1934 – Josef Sůva, historik umění
- 1940 – Karel Dyba, teoretický ekonom, politik a diplomat († 22. července 2024)
- 1942 – Blanka Říhová, imunoložka, ředitelka Mikrobiologického ústavu Akademie věd
- 1944 – Svatopluk Fučík, matematik († 18. května 1979)
- 1945 – Vojtěch Steklač, spisovatel
- 1946 – Pavel Hobza, profesor fyzikální chemie
- 1947 – Antonín Kroča, malíř
- 1948 – Miloslav Bednář, filozof, politik
- 1952
  - Miroslav Huptych, básník, výtvarník a artterapeut
  - Oldřich Navrátil, herec
- 1962 – Jaromír Kozák, egyptolog
- 1965 – Vítězslav Černoch, houslista
- 1969 – Petr Fiala, malíř a grafik
- 1971 – Max Bubakoff, spisovatel
- 1972 – Jindřich Šídlo, novinář
- 1974 – Pavel Zubíček, hokejista
- 1992 – Nikol Švantnerová, modelka

### Svět

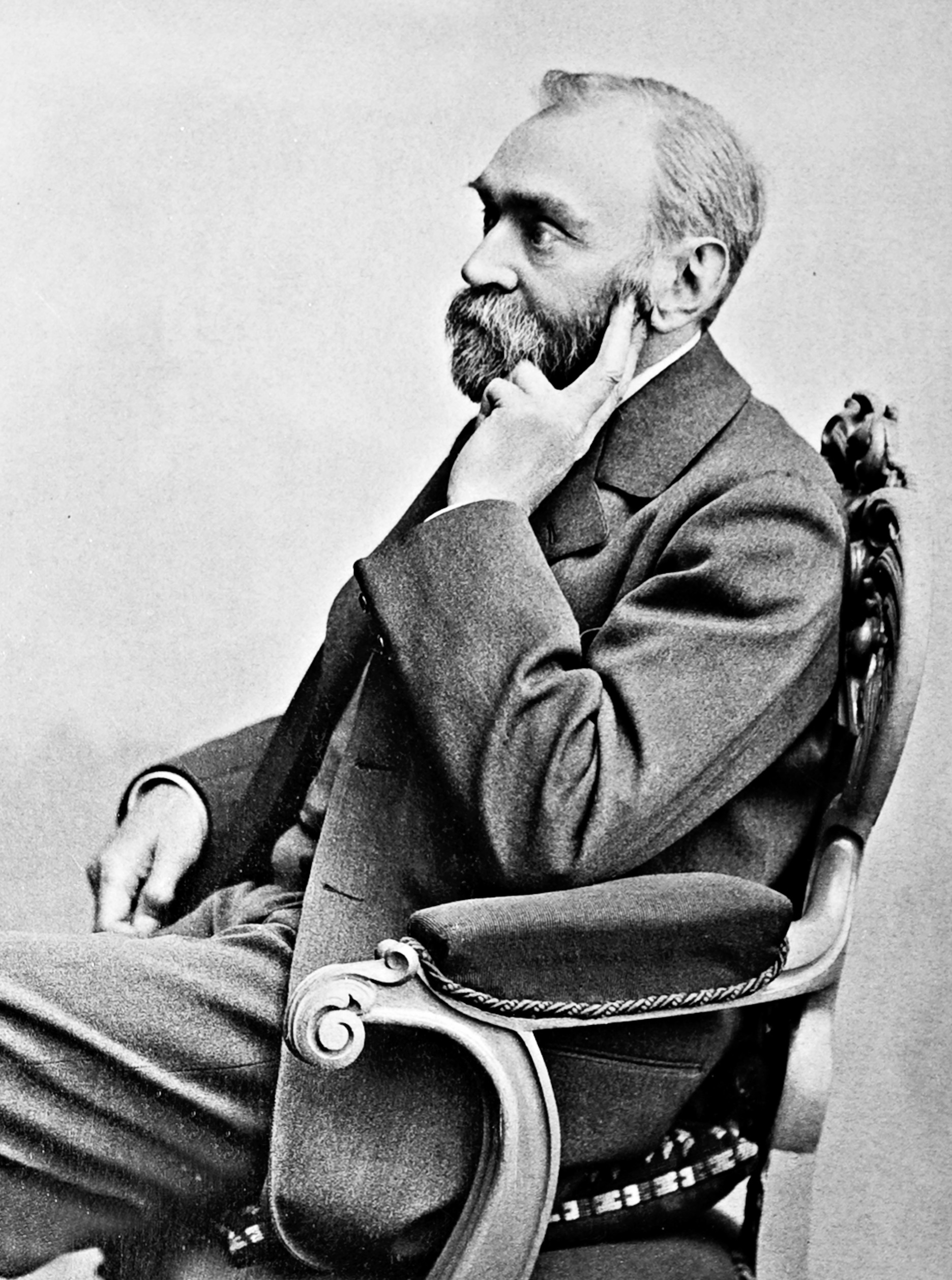
Alfred Nobel (* 1833)

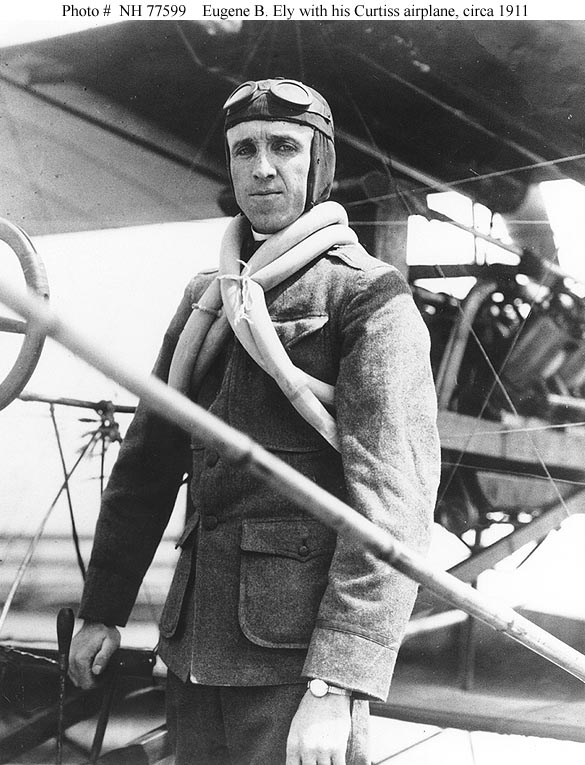
Eugene Burton Ely (* 1886)

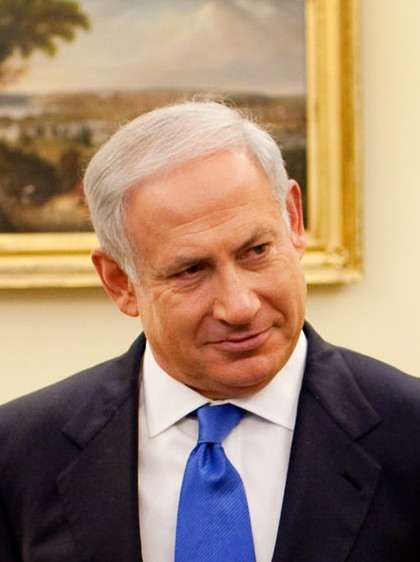
Benjamin Netanjahu (* 1949)

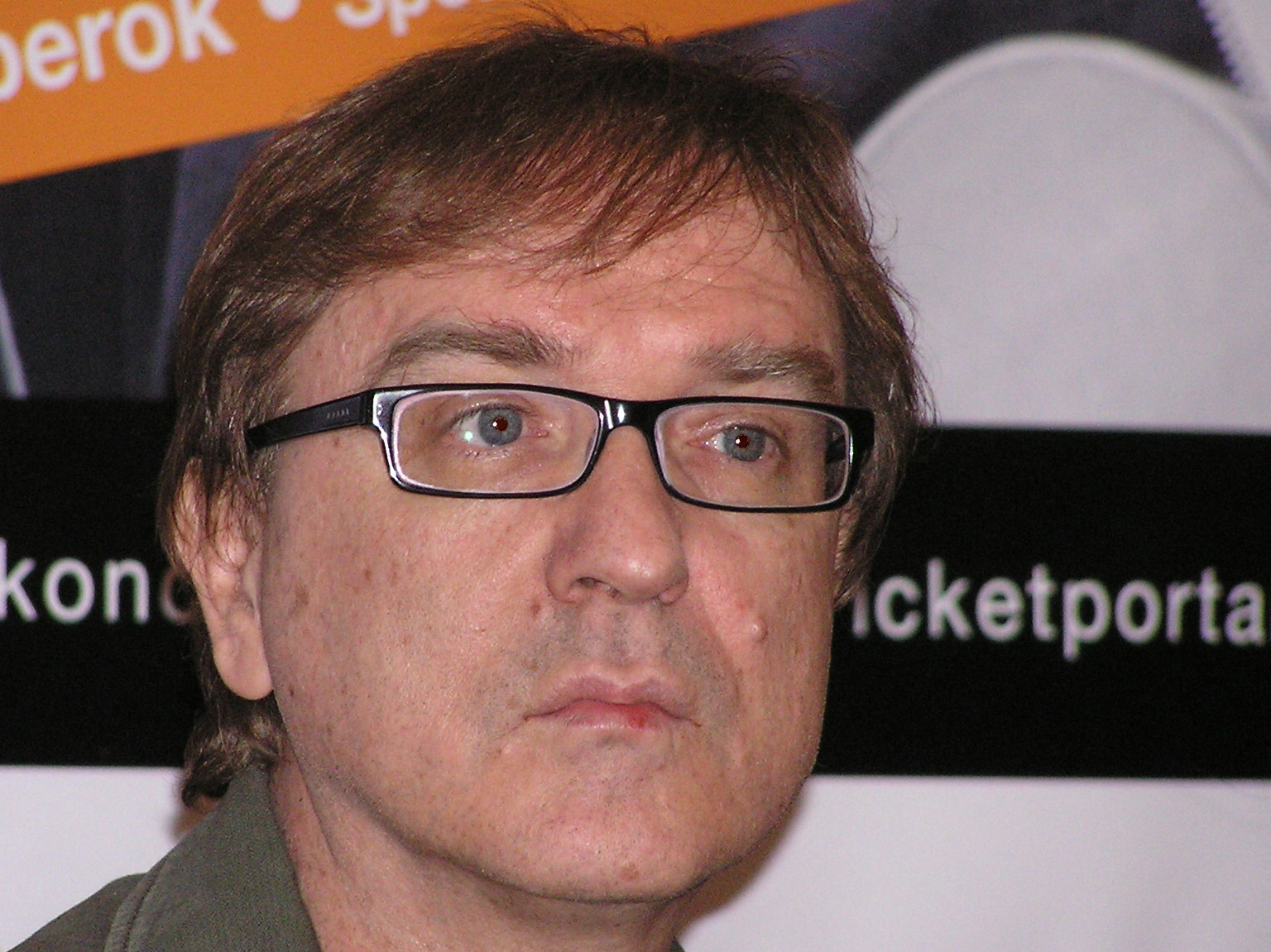
Miroslav Žbirka (* 1952)

- 1328 – Chung-wu, čínský císař († 24. června 1398)
- 1449 – Jiří Plantagenet, anglický šlechtic, účastník války růží († 18. února 1478)
- 1650 – Jean Bart, vlámský korzár ve službách francouzského krále Ludvíka XIV. († 27. dubna 1702)
- 1672 – Ludovico Antonio Muratori, italský kněz a historik († 23. ledna 1750)
- 1675 – Higašijama, japonský císař († 16. ledna 1710)
- 1687 – Nicolaus Bernoulli, švýcarský matematik († 1759)
- 1737 – Marie-Louise O'Murphy, francouzská kurtizána, milenka krále Ludvíka XV. († 11. prosince 1814)
- 1750 – Juraj Fándly, slovenský spisovatel a včelař († 7. března 1811)
- 1752 – Bósai Kameda, japonský malíř, kaligraf a učenec († 15. dubna 1826)
- 1772 – Samuel Taylor Coleridge, anglický romantický básník († 25. července 1834)
- 1790 – Alphonse de Lamartine, francouzský básník a politik († 28. února 1869)
- 1804 – Joseph-Philibert Girault de Prangey, francouzský fotograf a kreslíř († 7. prosince 1892)
- 1807 – Napoléon Henri Reber, francouzský hudební skladatel († 24. listopadu 1880)
- 1813 – Josefína Bádenská, bádenská princezna, kněžna von Hohenzollern-Sigmaringen († 19. června 1900)
- 1817 – Wilhelm Roscher, německý ekonom († 5. června 1894)
- 1819 – Milan Obrenović II., srbský kníže († 5. července 1839)
- 1823 – Emilio Arrieta, španělský skladatel a hudební vědec († 11. února 1894)
- 1832 – Paul Poggendorff, německý agronom a spisovatel († 27. února 1910)
- 1833 – Alfred Nobel, švédský chemik († 10. prosince 1896)
- 1837 – Marie-Louise O'Murphy, francouzská kurtizána, milenka krále Ludvíka XV. († 11. prosince 1814)
- 1846 – Edmondo De Amicis, italský spisovatel († 11. března 1908)
- 1852 – Marian Gawalewicz, polský spisovatel, novinář a divadelní kritik († 26. května 1910)
- 1861 – Charles van Lerberghe, belgický spisovatel († 26. října 1907)
- 1874 – Charles Robert Knight, americký malíř († 15. května 1953)
- 1877 – Oswald Avery, americký lékař, molekulární biolog († 2. února 1955)
- 1886 – Eugene Burton Ely, americký průkopník letectví († 19. října 1911)
- 1894 – Heinrich Maria Davringhausen, německý malíř († 13. prosince 1970)
- 1896 – Jevgenij Lvovič Švarc, ruský dramatik, prozaik, básník, filmový scenárista († 15. ledna 1958)
- 1897 – Alexander Lernet-Holenia, rakouský spisovatel († 3. července 1976)
- 1898
  - Paul Brunton, britský filosof, mystik, a cestovatel († 27. července 1981)
  - Eduard Pütsep, estonský zápasník, zlato na OH 1924 († 22. srpna 1960)
- 1901
  - Gerhard von Rad, německý luterský teolog († 31. října 1971)
  - Margarete Buber-Neumann, německá komunistka a novinářka († 6. listopadu 1989)
- 1902 – Herman Tuvesson, švédský zápasník († 2. února 1995)
- 1904 – Basilea Schlinková, německá náboženská vůdkyně a spisovatelka († 21. března 2001)
- 1910 – Karol Herman Stępień, polský kněz a mučedník († 19. července 1943)
- 1911 – Mary Blairová, americká výtvarnice († 26. července 1978)
- 1912
  - Alfredo Piàn, argentinský automobilový závodník († 25. července 1990)
  - Georg Solti, britský dirigent a klavírista († 5. září 1997)
  - Don Byas, americký jazzový saxofonista († 24. srpna 1972)
- 1914
  - Martin Gardner, americký matematik a popularizátor vědy († 22. května 2010)
  - Kazimierz Świątek, polský arcibiskup a kardinál († 21. července 2011)
- 1917 – Dizzy Gillespie, americký jazzový trumpetista († 6. ledna 1993)
- 1921
  - Tursinchan Abdrachmanovová, kazašská básnířka a literární teoretička († 11. října 2003)
  - Ingrid van Houten-Groeneveldová, nizozemská astronomka († 30. března 2015)
- 1922
  - Peter Demetz, americký germanista, literární vědec, kritik, překladatel
  - Liliane Bettencourtová, francouzská miliardářka († 21. září 2017)
- 1925 – Celia Cruzová, kubánská zpěvačka († 16. července 2003)
- 1927
  - Fran Landesman, americká textařka a básnířka († 23. července 2011)
  - Howard Zieff, americký fotograf a filmový režisér († 22. února 2009)
- 1929 – Ursula K. Le Guinová, americká spisovatelka († 22. ledna 2018)
- 1933 – Francisco Gento, španělský fotbalista († 18. ledna 2022)
- 1934 – Miroslav Kemel, československý volejbalista a hydrolog († 25. června 2014)
- 1936 – Joachim Reinelt, drážďansko-míšeňský římskokatolický biskup
- 1939 – János Varga, maďarský zápasník, olympijský vítěz († 29. prosince 2022)
- 1940
  - Manfred Mann, jihoafrický klávesista
  - Marita Petersen, faerská pedagožka a politička († 26. srpna 2001)
  - Wolfgang Winkler, západoněmecký sáňkař
- 1941 – Steve Cropper, americký bluesový kytarista a herec
- 1942 – Christopher A. Sims, americký ekonom, Nobelova cena 2011
- 1945 – Nikita Michalkov, ruský herec, scenárista a režisér
- 1946 – Lux Interior, americký zpěvák († 4. února 2009)
- 1949 – Benjamin Netanjahu, 9. izraelský premiér
- 1950
  - Rita Kirstová, východoněmecká atletka
  - Ronald McNair, americký astronaut († 28. ledna 1986 v raketoplánu Challenger)
  - Chris Niedenthal, polský fotoreportér
- 1952
  - Brent Mydland, americký rockový klávesista († 26. července 1990)
  - Miroslav Žbirka, slovenský zpěvák († 10. listopadu 2021)
- 1953
  - Messoud Efendiev, ázerbájdžánský vědec, matematik
  - Peter Mandelson, britský politik
- 1956 – Carrie Fisher, americká herečka († 27. prosince 2016)
- 1957
  - Wolfgang Ketterle, německý fyzik, nositel Nobelovy ceny
  - Steve Lukather, americký kytarista, člen skupiny Toto
  - Julian Cope, anglický hudebník
- 1958
  - Andre Geim, ruský fyzik, Nobelova cena za fyziku 2010
  - Julio Médem, španělský filmový režisér a scenárista
  - Sergej Sobjanin, moskevský starosta
  - Gaétan Soucy, kanadský spisovatel († 9. července 2013)
- 1959 – Ken Watanabe, japonský herec
- 1962 – David Campese, australský ragbista
- 1964 – Jon Carin, americký hudebník a producent
- 1966 – Douglas Hurley, americký astronaut
- 1969 – Salman bin Hamad, korunní princ Bahrajnu
- 1971 – Lucia Piussi, slovenská zpěvačka a herečka
- 1975 – Henrique Hilário, portugalský fotbalista
- 1976 – Andrew Scott, irský herec
- 1980 – Kim Kardashianová, americká televizní osobnost
- 1981
  - Nemanja Vidić, srbský fotbalista
  - Martín Castrogiovanni, italský ragbista
- 1982 – Matt Dallas, americký herec
- 1983 – Hrvoje Ćustić, chorvatský fotbalista († 3. dubna 2008)
- 1984
  - Anna Bogdanovová, ruská vícebojařka
  - Kieran Richardson, anglický fotbalista
- 1989 – Sidonie von Krosigk, německá herečka
- 1992 – Bernard Tomic, australský tenista
- 1993 – Käärijä, finský rapper
- 1994 – Natalja Voroninová, ruská rychlobruslařka
- 1995
  - Doja Cat, americká zpěvačka a rapperka
  - Yulimar Rojasová, venezuelská trojskokanka
- 2000 – Leonie Küngová, švýcarská tenistka

## Úmrtí

### Česko
- 1125 – Kosmas, kronikář (* 1045)

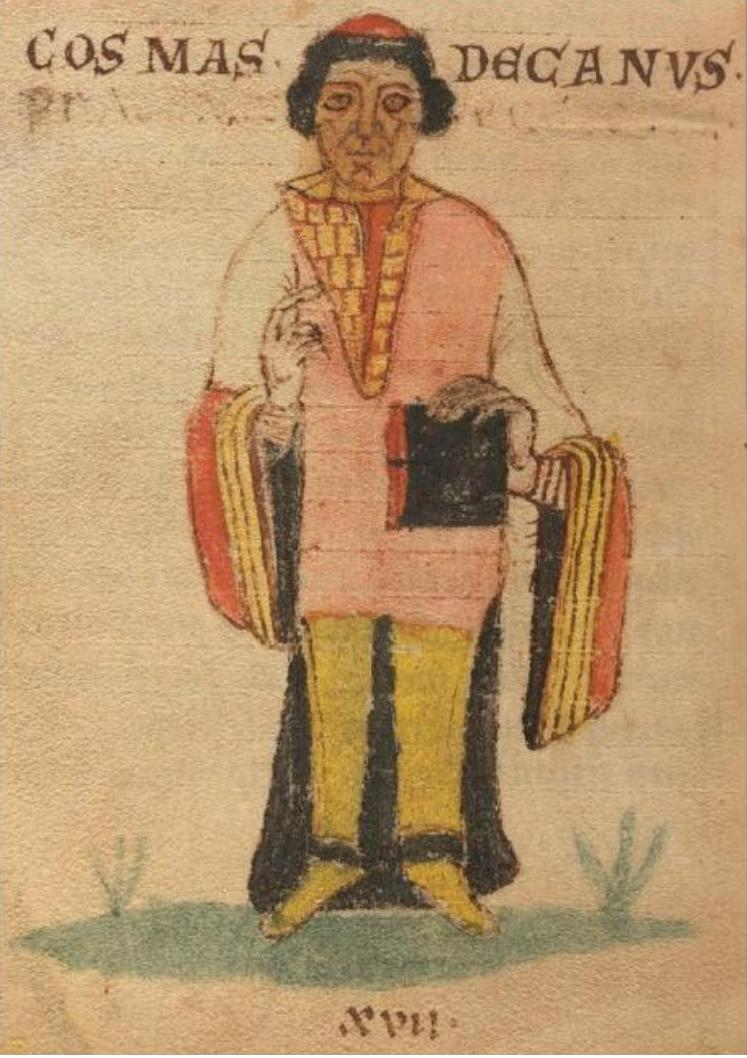
Kosmas († 1125)

- 1278 – Jan III. z Dražic, pražský biskup (* ?)
- 1612 – Jiří Carolides z Karlsperka, humanista a básník (* 11. dubna 1569)
- 1835 – Josef Božek, vynálezce parního automobilu a konstruktér první parní lodě na Vltavě (* 28. února 1782)
- 1875 – František Dittrich, pražský komunální politik, zakladatel vltavské paroplavby (* 19. února 1801)
- 1900 – František Müller, profesor geodézie (* 4. září 1835)
- 1901 – Pavel Albieri, česko-americký spisovatel (* 1. srpna 1861)
- 1908 – Stanislav Kubr, sedlák a politik (* 9. října 1862)
- 1911 – Josef J. Pihert, hudební skladatel a pedagog (* 27. srpna 1845)
- 1927 – Josef Novák, autor publikací o jindřichohradeckých památkách (* 8. března 1849)
- 1932 – Jan Mařák, houslista a hudební pedagog (* 2. května 1870)
- 1935 – Josef Seidel, sudetoněmecký fotograf (* 2. října 1859)
- 1953 – Oldřich Tomíček, analytický chemik (* 10. října 1891)
- 1956 – Dragutin Pokorný, dirigent, hornista (* 10. října 1867)
- 1960 – Linka Procházková, malířka (* 28. ledna 1884)
- 1964 – Jaromíra Hüttlová, spisovatelka a překladatelka (* 11. listopadu 1893)
- 1973
  - Gustav Adolf Říčan mladší, českobratrský kazatel a historik (* 1912)
  - Otto Albert Tichý, skladatel a pedagog (* 14. srpna 1890)
- 1981 – Karel Šrom, hudební skladatel a publicista (* 14. září 1904)
- 1984 – Dalibor C. Vačkář, hudební skladatel (* 19. září 1906)
- 1994 – Kajetán Matoušek, pražský biskup (* 7. srpna 1910)
- 1997 – Ervín Urban, akademický malíř, ilustrátor a grafik (* 7. května 1931)
- 1999 – František Chábera, vojenský pilot (* 5. ledna 1912)
- 2003 – Tomáš Pospíchal, fotbalista (* 26. června 1936)
- 2006 – Josef Veverka, moravský vinař a šlechtitel (* 12. ledna 1922)
- 2008 – Jan Bistřický, historik, archivář, pedagog (* 12. června 1930)
- 2010 – Eduard Novák, hokejový útočník (* 27. listopadu 1946)
- 2013 – Zdeněk Ambler, neurolog (* 2. prosince 1940)

### Svět

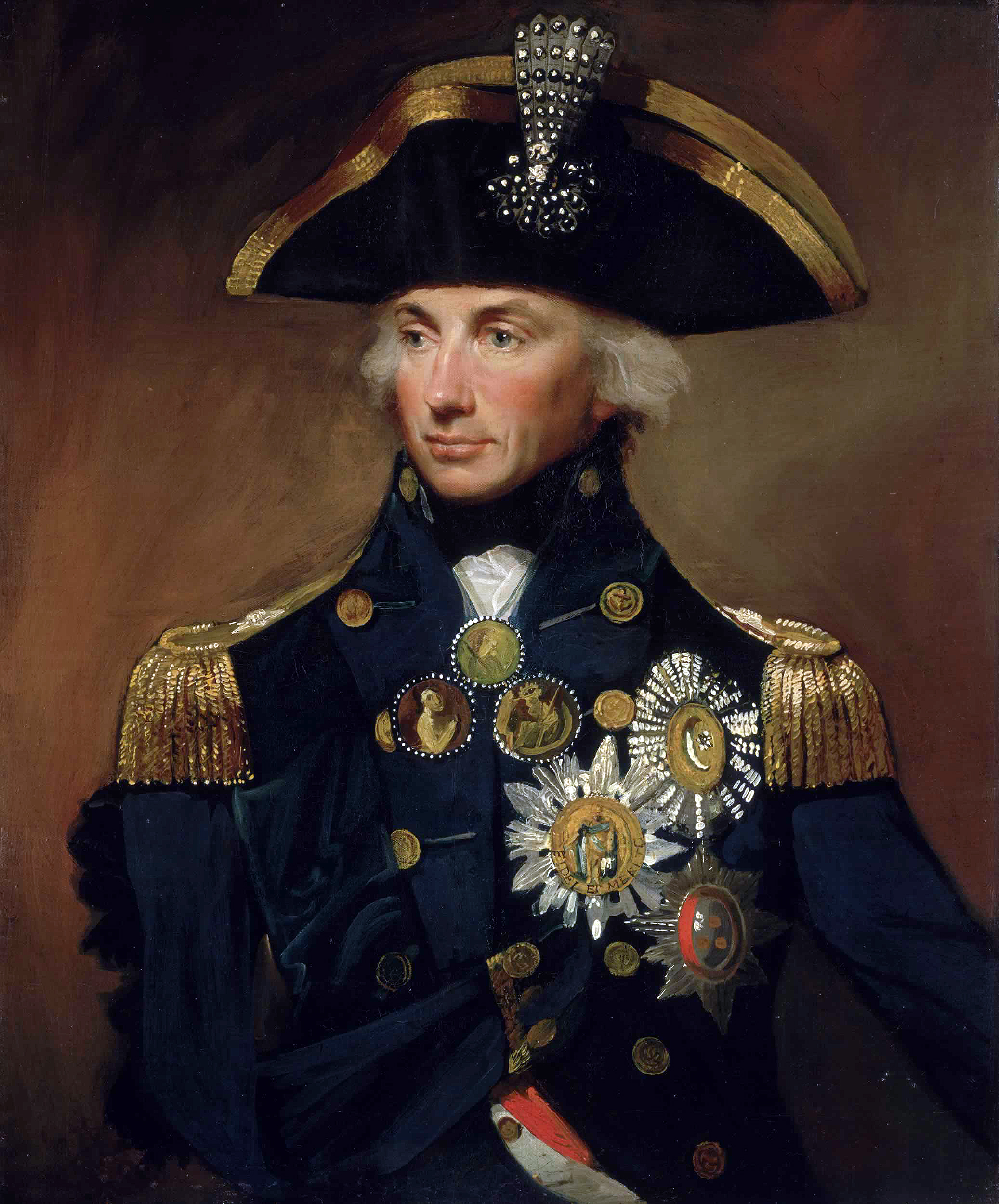
Horatio Nelson († 1805)

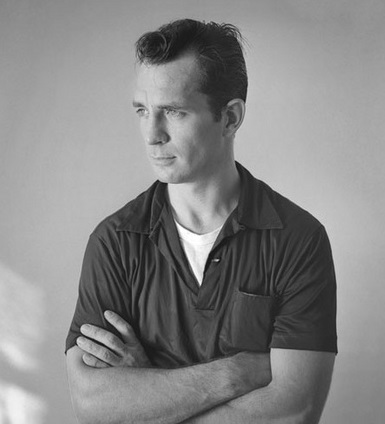
Jack Kerouac († 1969)

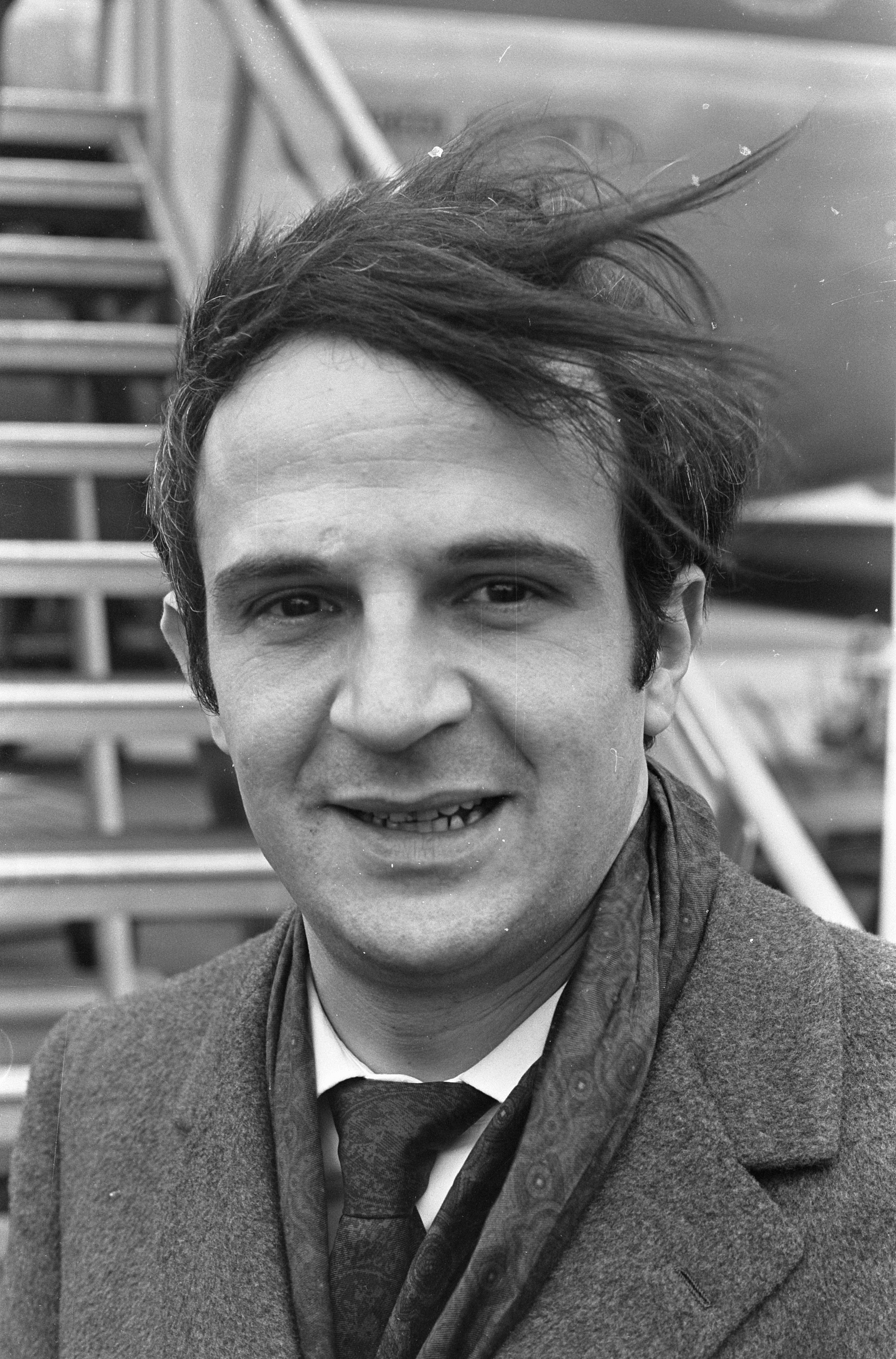
François Truffaut († 1984)

- 1221 – Alice z Thouars, bretaňská vévodkyně (* 5. září 1201)
- 1266 – Birger (jarl), švédský vládce, (* 1216)
- 1422 – Karel VI. Francouzský, francouzský král (* 3. prosince 1368)
- 1556 – Pietro Aretino, italský spisovatel (* 20. dubna 1492)
- 1558 – Julius Caesar Scaliger, italský lékař a filolog (* 23. dubna 1484)
- 1571 – Udžijasu Hódžó, japonský daimjó (* 1515)
- 1600 – Jošicugu Ótani, japonský samuraj (* 1558)
- 1627 – Frederick de Houtman, nizozemský mořeplavec (* 1571)
- 1638 – Willem Blaeu, nizozemský kartograf a spisovatel (* 1571)
- 1740 – Karel VI., habsburský císař (* 1. října 1685)
- 1765 – Giovanni Paolo Pannini, italský malíř a architekt (* 17. června 1691)
- 1775 – Maria Wilhelmina von Neipperg, milenka rakouského císaře Františka I. (* 30. dubna 1738)
- 1803 – Frederick Cavendish, britský polní maršál a člen šlechtické rodiny Cavendishů (* 1729)
- 1805 – Horatio Nelson, britský admirál, padl ve vítězné bitvě u Trafalgaru (* 29. září 1758)
- 1806 – Henry Knox, americký důstojník a ministr (* 25. července 1750)
- 1807 – Attilio Zuccagni, italský botanik (* 10. ledna 1754)
- 1878 – Hippolyte Babou, francouzský spisovatel a literární kritik (* 24. února 1823)
- 1881 – Eduard Heine, německý matematik (* 15. března 1821)
- 1901 – Pavel Albieri, česko-americký novinář a spisovatel († 1. srpna 1861)
- 1913
  - Scipio Sighele, italský kriminolog (* 24. června 1868)
  - Alexander Bassano, britský dvorní fotograf (* 10. května 1829)
- 1916
  - Karl von Stürgkh, předseda předlitavské vlády (* 30. října 1859)
  - Olindo Guerrini, italský básník (* 14. října 1845)
- 1918 – George Fiske, americký krajinářský fotograf (* 22. října 1835)
- 1925 – Heinrich von Angeli, rakouský malíř (* 8. července 1840)
- 1931 – Arthur Schnitzler, rakouský prozaik a dramatik (* 15. května 1862)
- 1941 – Herman Lieberman, polský politik (* 4. ledna 1870)
- 1946 – Kornel Stodola, slovenský a československý politik (* 27. srpna 1866)
- 1949 – Laura Montoya Upegui, kolumbijská římskokatolická řeholnice a světice (* 26. května 1874)
- 1956 – Dragutin Pokorný, česko-srbský dirigent, hornista a folklorista (* 10. října 1867)
- 1961 – Karl Korsch, německý marxistický filozof (* 14. srpna 1886)
- 1967 – Ejnar Hertzsprung, dánský astronom (* 8. října 1873)
- 1969
  - Jack Kerouac, americký spisovatel (* 12. března 1922)
  - Wacław Sierpiński, polský matematik (* 14. března 1882)
- 1974 – Frederik Jacobus Johannes Buytendijk, nizozemský biolog, antropolog a psycholog (* 29. dubna 1887)
- 1975 – Charles Reidpath, americký sprinter, dvojnásobný olympijský vítěz (* 20. září 1889)
- 1977 – Pavol Gašparovič Hlbina, slovenský kněz, básník a překladatel (* 13. května 1908)
- 1978 – Anastáz Ivanovič Mikojan, sovětský státník arménského původu (* 25. listopadu 1895)
- 1980 – Hans Asperger, rakouský pediatr (* 18. února 1906)
- 1982
  - Jozef Kollár, slovenský malíř (* 8. března 1899)
  - Radka Toneff, norská zpěvačka, klavíristka a skladatelka (* 25. června 1952)
- 1983 – George Caddy, australský tanečník a fotograf (* 18. února 1914)
- 1984 – François Truffaut, francouzský režisér (* 6. února 1932)
- 1994 – George H. Gay, americký vojenský pilot (* 8. března 1917)
- 1995 – Maxene Andrews, americká zpěvačka a herečka (* 3. ledna 1916)
- 2002 – Kaisa Parviainenová, finská oštěpařka (* 3. prosince 1914)
- 2005 – Karin Adelmundová, nizozemská politička (* 18. března 1949)
- 2006 – Sandy West, americká rocková zpěvačka a skladatelka (* 10. července 1959)
- 2012 – George McGovern, americký politik (* 19. července 1922)
- 2018
  - Joachim Rønneberg, norský důstojník a rozhlasový hlasatel (* 30. srpna 1919)
  - Ilie Balaci, rumunský fotbalista a trenér (* 13. září 1956)

## Svátky

### Česko
- Brigita, Berit, Birgita, Brita
- Celina
- Uršula, Voršila

Katolický kalendář
- svatý Hilarion z Gazy
- svatí Caius, Dasius a Zotik

### Svět
- Spojené království: Trafalgar Day
- Honduras: Armádní den

## Pranostiky
| 21. říjen v pražském KlementinuÚdaje jsou platné k 11. 3. 2025. | 21. říjen v pražském KlementinuÚdaje jsou platné k 11. 3. 2025. | 21. říjen v pražském KlementinuÚdaje jsou platné k 11. 3. 2025. |
| minimum                                                         | denní průměr                                                    | maximum                                                         |
| --------------------------------------------------------------- | --------------------------------------------------------------- | --------------------------------------------------------------- |
| −4,9 °C (1908)                                                  | 8,2 °C (od 1961)                                                | 20,9 °C (2023)                                                  |

### Česko
- Svatá Voršila zimu posílá.
- Svatá Voršila jíní nasila.
- Svatá Uršula perličky rozsela;
ráno vstala, posbírala, ani jediné nenechala.
- Svatá Voršila a Kordula – větry pohnula.
- Svatá Voršila a Kordula – patronky větru.
- Když na Uršulu vítr duje, tuhou zimu ohlašuje.
- Když na Uršulu a Kordulu větry dují,
po celou zimu nás navštěvují.
- Jak den svaté Voršily začíná, tak se i zima končívá.